# Virtual Honeymoon
Virtual Honeymoon è un album del gruppo italiano Fennec, pubblicato nel 2003 dall'etichetta Virgin. I Fennec sono stati un progetto alternativo costituito da due componenti storici degli Üstmamò, Luca A. Rossi e Simone Filippi, e dal musicista Ageo.

## Tracce
1. Night and You
2. There Is Time
3. Zap
4. Artic Art
5. Dramp
6. Hi Steve!
7. Galaxy of the Woman
8. H.Y.T.
9. Amiali
10. She Plays the Piano
11. Jimi No Ego
12. Arpia
13. Donna ombra
14. Me Long
15. Far Out
16. Hungry Dog